# Pioniere Noi Donne

Pioniere Noi Donne è stata una rivista a fumetti pubblicata, come supplemento de Noi Donne, verso la fine degli anni '60 finanziata dall'UDI. 

## Storia
Le pubblicazioni de Pioniere di Noi Donne iniziarono il 21 marzo 1967 e cessarono il 14 marzo 1970; inizialmente con otto pagine con alcune rubriche, racconti giochi, ricerche scolastiche, poi pian, piano le pagine furono ridotte fino che negli ultimi numeri del 1970 fu pubblicata come pagina di Noi Donne. La rivista fu la prosecuzione de Il Pioniere dell'Unità, dopo che questo cessò le pubblicazioni.
La rivista, ancor prima della sua uscita ufficiale, fu anticipata, dal 6 gennaio 1963 al 4 marzo 1967, pubblicando un inserto dal nome Album dei Piccoli per un totale di 214 numeri, con personaggi che verranno ripresi dalla rivista Pioniere.
Dopo la chiusura, Noi Donne pubblicherà un supplemento dal titolo con il nome Pagina dei Bambini, a partire dal 21 marzo 1970 fino al 24 febbraio 1974 per un totale di 189 numeri. I personaggi restarono sempre quelli del Pioniere Noi Donne. Cambiò solo il nome.
Noi Donne, dal 6 gennaio 1963 fino al 4 marzo 1967 pubblicò un inserto con il nome Album dei Piccoli per un totale di 214 numeri. Molti articoli e personaggi furono ripresi dalla rivista Pioniere.
ll Comitato Ricerca Associazione Pionieri (CRAP) ha contribuito alla ricerca e alla valorizzazione di tutti i giornali e i documenti qui descritti.

## Personaggi
I principali personaggi dei vari fumetti furono pubblicato per la prima volta nel Pioniere e qui ripresi:
- Pif: tavole furono di origine francese, prodotte per il giornale per ragazzi Vaillant, disegnato da José Cabrero Arnal.[6]
- Atomino: pubblicato anche nella rivista per giovani Frösi nella Repubblica Democratica Tedesca dal 1964[7]. Furono pubblicati negli anni anche libri su Atomino.[8] L'autore fu Vinicio Berti.[9]
- Smeraldina: amica di Atomino.

## Autori
Tra i numerosi autori, troviamo figure come Gianni Rodari, Umberto Saba, Raymond Poïvet, Marcello Argilli, Paolo Monelli, Milovan Danojlić, Isa Tutino Vercelloni, Marino Moretti, Dario Ortolani, Leone Sbrana e molti altri.